# شیارشکمان
شیارشکمان (نام علمی: Solenogastres) نام یک رده از شاخه نرم‌تنان است.